# DNH 134
DNH 134 es el nombre de catálogo, también conocido comúnmente como Simon, de un cráneo parcial fósil de Homo erectus de entre 1,95 y 2,04 millones de años de antigüedad (dentro del Gelasiense, Pleistoceno), encontrado en 2015 en la cantera principal de Drimolen, Sudáfrica, por el equipo de Andy Herries y descrito por él mismo y otros colaboradores en 2020.
Junto a este fósil se encontró otro cráneo, DNH 152, de idéntica datación, pero en este caso de un Paranthropus robustus, la fecha retrasaba la existencia de H. erectus en unos 200 000 años y demostraba la coexistencia espacial y temporal de las dos especies, además de  Australopithecus. Los erectus de Drimolen son los más antiguos, y por tanto de los primeros de su linaje, encontrados hasta el momento [2020].
Las iniciales DNH del nombre corresponden a Drimolen Hominid, Sudáfrica.

## Datación
Los nuevos hallazgos en Drimolen han permitido un datación muy precisa de los fósiles por distintos métodos: paleomagnetismo de los estratos sedimentarios, la combinación de series de uranio y resonancia paramagnética electrónica sobre uno de los dientes, y datación uranio-plomo de costra calcárea, ofreciendo el rango de 2,04 a 1,95 millones de años. Estos valores aplican, no solo a los dos cráneos hallados en 2020, DNH 134 y DNH 152, sino también al famoso DNH 7 y otros hallazgos.

## Taxonomía y descripción
DNH 134 es un cráneo parcial, cuyas características generales permiten asciarlo con Homo erectus sensu lato (incluido Homo ergaster), por ejemplo una forma baja y alargada de la bóveda craneal. La capacidad craneal se ha estimado en 538 cm³, que lo sitúan por encima de Australopithecus y en la zona baja de H. erectus.
Se preserva gran parte de los parietales, el frontal y el occipital. No se aprecia deformación durante o previa a la fosilización. Las suturas craneales al ser claramente visibles y en el estado de fusión se puede decir que el espécimen es un juvenil, y la ausencia de fontanelas indicaría una edad superior a entre 12 y 36 meses, con los patrones de crecimiento de Homo sapiens actual.
El cráneo Simon tiene un gran parecido con, el también juvenil, Niño de Mojokerto.